# Europa-Park

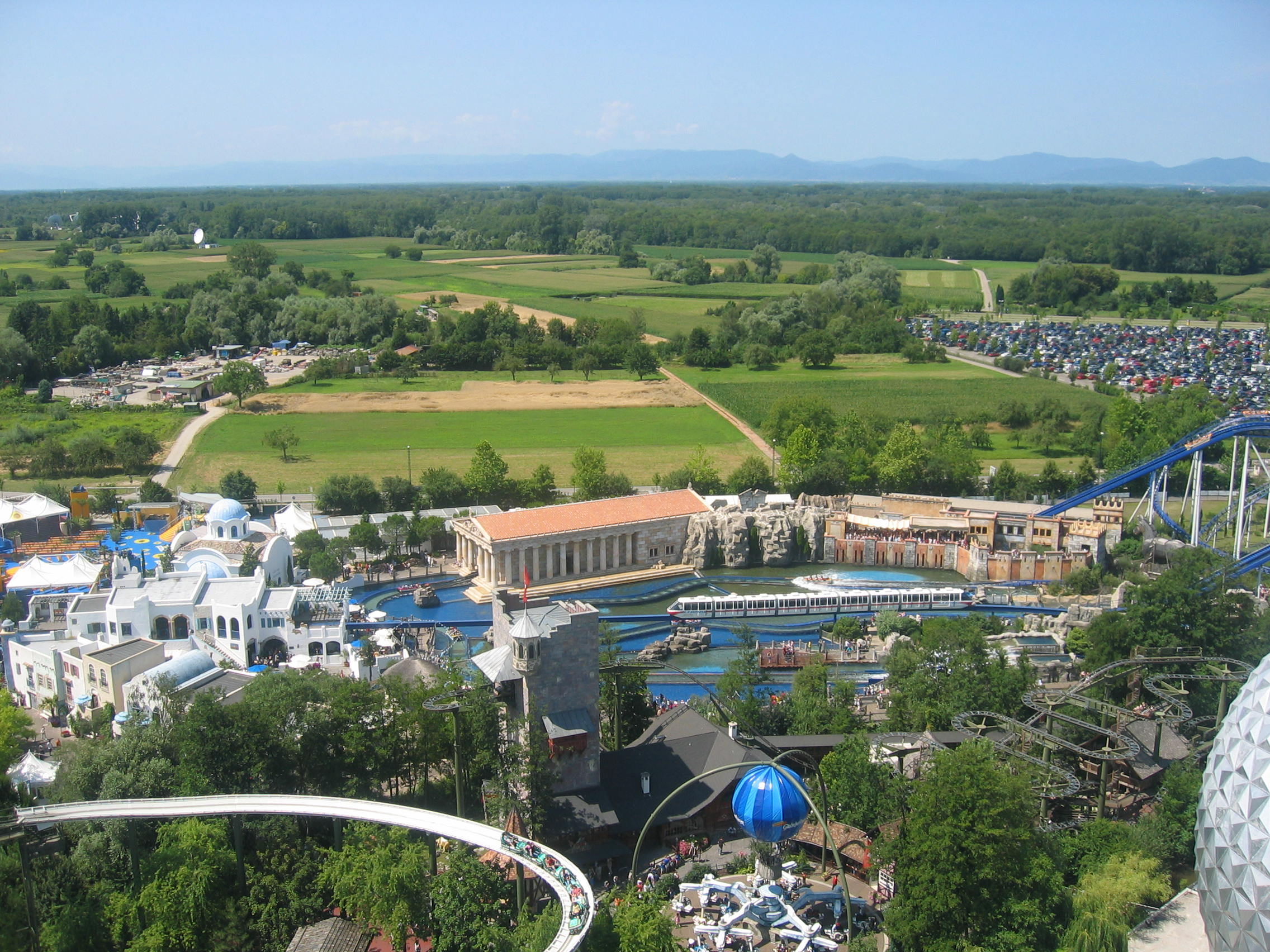
Europa-Park

Europa-Park és un popular parc temàtic d'Alemanya. Tenint en compte els 4 milions de visitants el 2008, és el parc estacional més popular al món. Europa-Park és a Rust, al sud-oest d'Alemanya entre Friburg de Brisgòvia i Estrasburg. Obre des de mitjans de març fins a finals d'octubre (estació d'estiu) i torna a obrir el desembre fins a mitjans de gener (estació d'hivern). El parc està dividit entre quinze diferents àrees, la majoria anomenades per països d'Europa o regions. La mascota del parc és un ratolí gris anomenat "Euromaus", encara que hi ha una dotzena d'altres personatges que corren pel parc. Europa-Park és dirigit per la família Mack, que ha produït vehicles des de 1780, vagonetes de circ des de 1880 i muntanyes russes des de 1921. El parc es va obrir el 1975 per fer d'aparador de molts dels seus models d'atraccions- per exemple, l'atracció Wild Mouse. L'empresa s'anomena ara Mack Rides. Bona part de les atraccions són fetes per aquesta companyia.

## Galeria

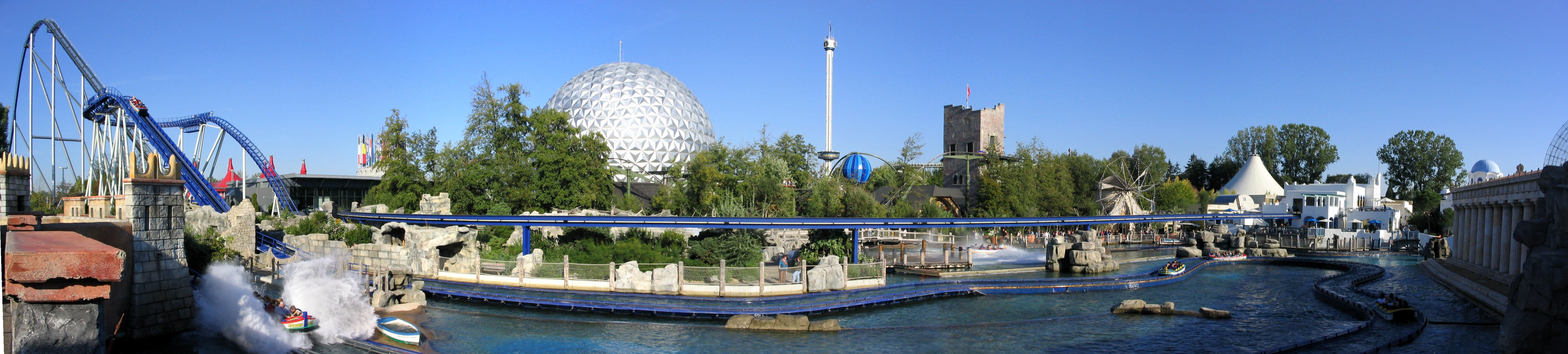
Panoràmica del Wasserachterbahn Poseidon

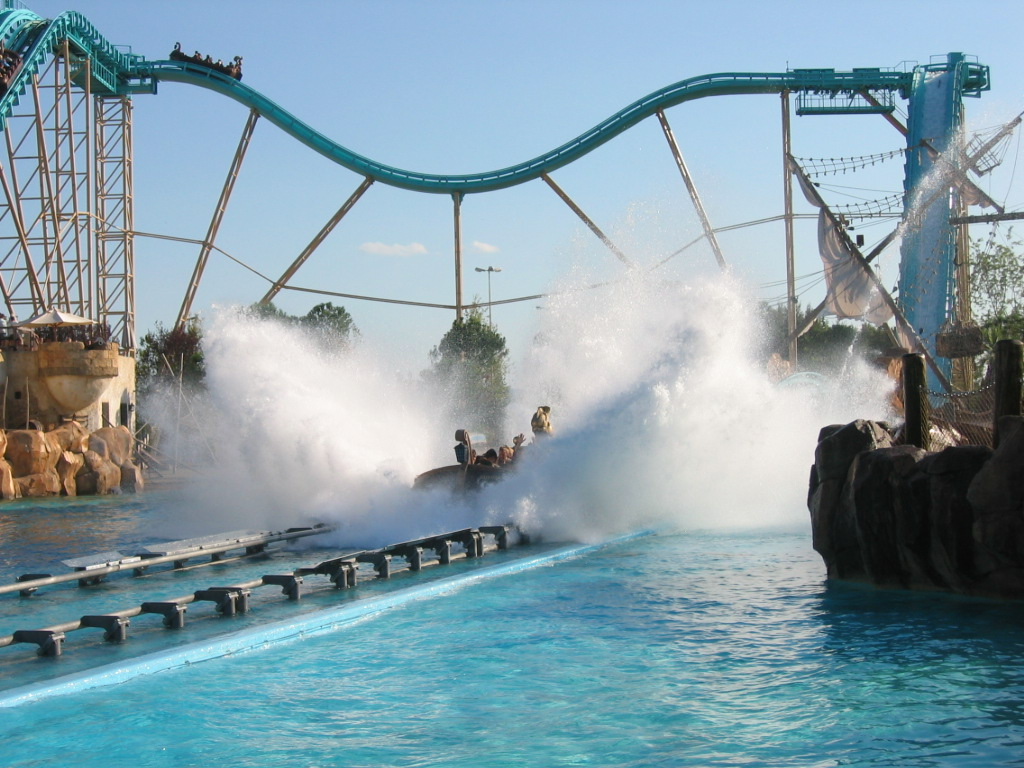
Atlantica SuperSplash
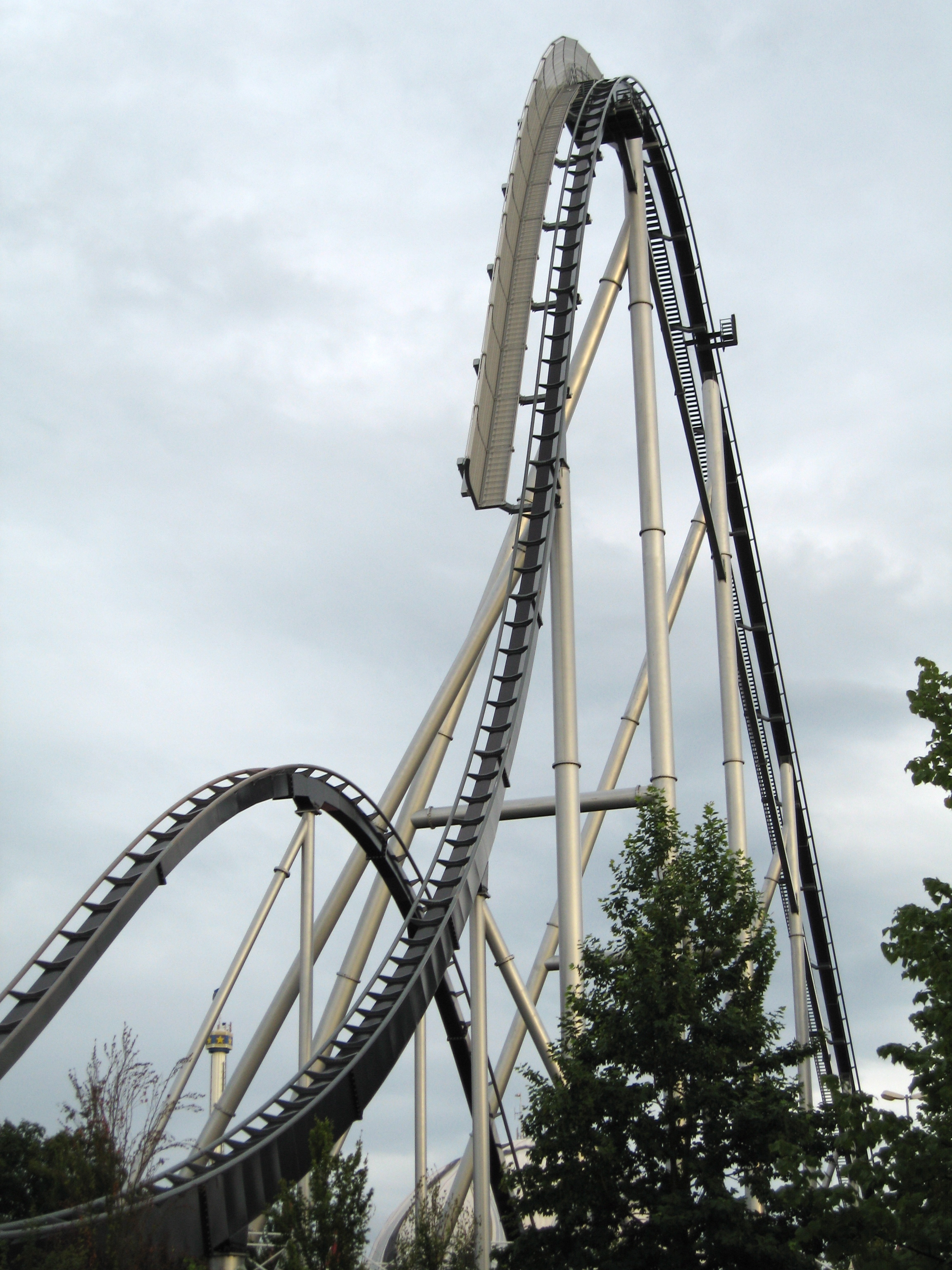
Silver Star
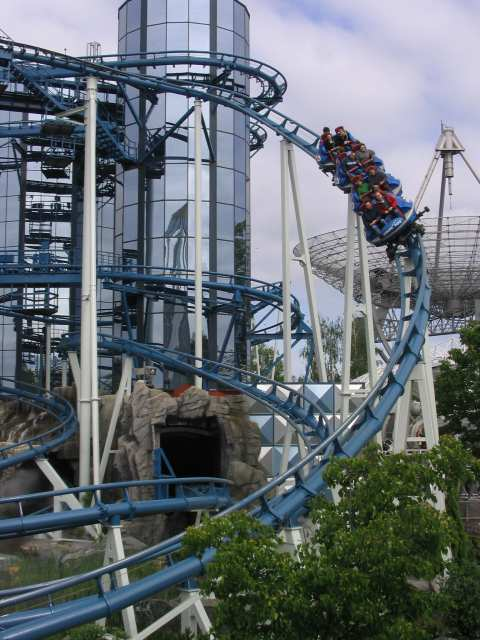
Euro-Mir
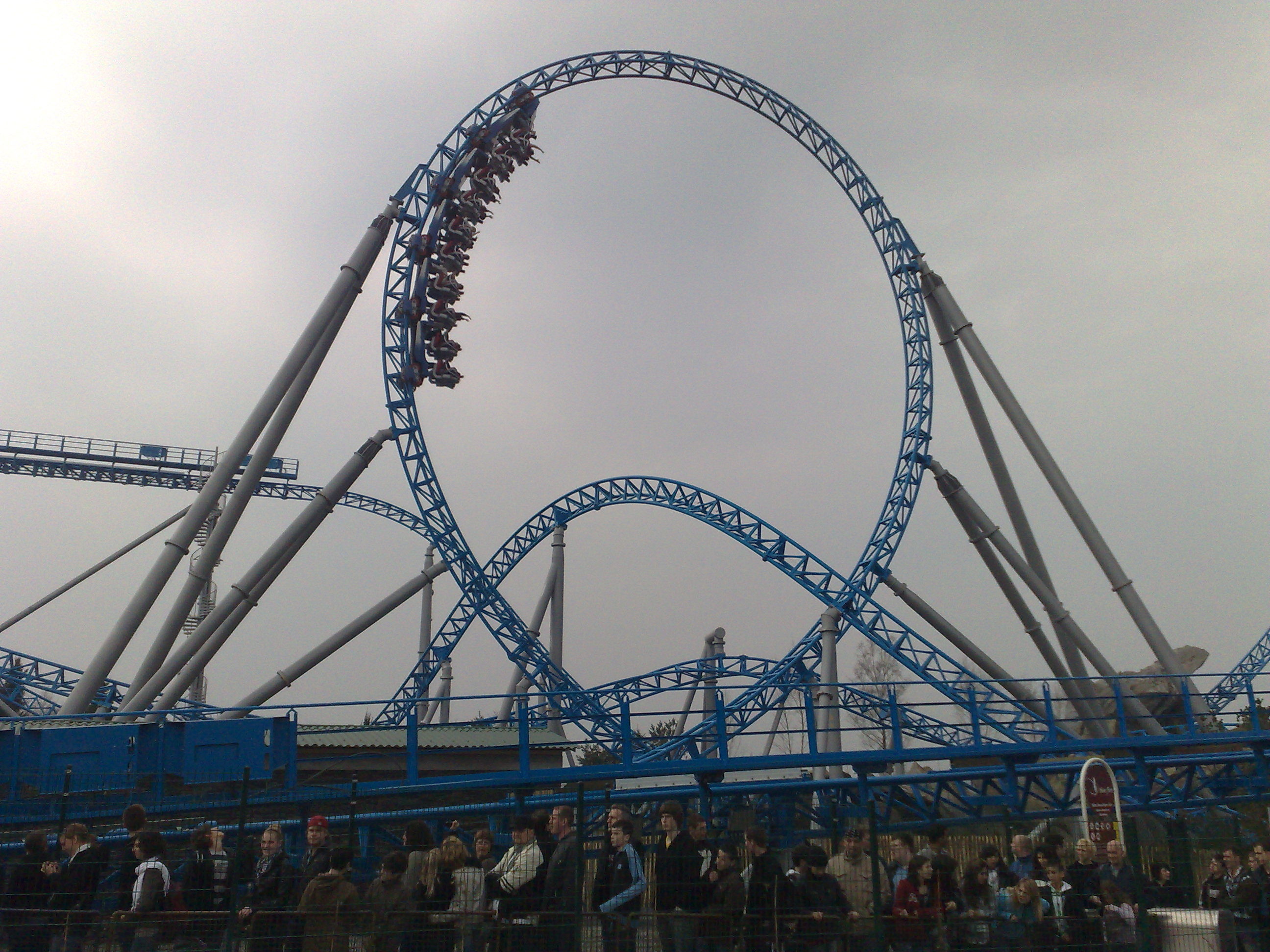
blue fire Megacoaster powered by GAZPROM